# Жульєт Майнієль
Раймо́нд Марі́ Жульє́т Мейніє́ль (фр. Raymonde Marie Juliette Meyniel, більше відома як Жульє́т Майніє́ль (фр. Juliette Mayniel); 22 січня 1936, Сен-Іпполіт, Франція — 21 липня 2023, Сан-Міґель-де-Альєнде, Мексика) — французька кіноакторка, відома ролями у фільмах кінематографістів французької нової хвилі впродовж 1950-х — 1960-х років. Загалом знялася у 35 стрічках у кіно та на телебаченні між 1958 і 1982 роками. У 1964—1968 роках була партнеркою італійського актора Вітторіо Ґассмана, від якого народила сина Алессандро, що також став актором.
1960 року на 10-му Берлінському міжнародному кінофестивалі була нагороджена «Срібним ведмедем» за найкращу жіночу роль у німецькому фільмі «Ярмарок» Вольфганга Штаудте.

## Біографія
Раймонд Марі Жульєт Мейнієль народилася 22 січня 1936 року на Півдні Франції в окситанському містечку Сен-Іпполіт. На кіноекрані Жульєт дебютувала у віці двадцяти двох років, зігравши роль без назви в комедії «Перше травня» (фр. Premier mai) аргентинського режисера Луїса Саславскі.
Уже наприкінці 1950-х років вона стала однією з великих надій французького кіно, завдяки головній ролі Флоранс в одному з перших фільмів французької нової хвилі — «Кузени», який зняв і спродюсував Клод Шаброль. Він писав у своїх мемуарах, що дізнався про Жульєт з реклами мила. І Майнієль, і її партнери по знімальному майданчику, Жерар Блейн і Жан-Клод Бріалі, стали широко відомі як у Франції, так і за кордоном.
Презентація фільму «Кузени» на Берлінале також привернула увагу німецьких кінематографістів, і акторка отримала головну жіночу роль у німецькій драмі 1960 року «Ярмарок», яку зняв Вольфганг Штаудте. Цей фільм дав їй «Срібного ведмедя» за найкращу жіночу роль.
У Франції вона знову знімалася у фільмах Шаброля. Так, за участі Майнієль побачили світ стрічки «Залицяльники» (фр. Les Godelureaux; 1961 рік), Ландрю (1963) та «Офелія» (фр. Ophélia), останні — 1962 року. Окрім співпраці з Шабролем, акторка також знімалася у фільмах інших видатних французьких режисерів того часу. Зокрема, у фільмі Жана-П'єра Мокі «Пара» (фр. Un couple) 1960 року та «Через, через жінку» (фр. À cause, à cause d'une femme) 1962 року, який зняв Мішель Девіль.

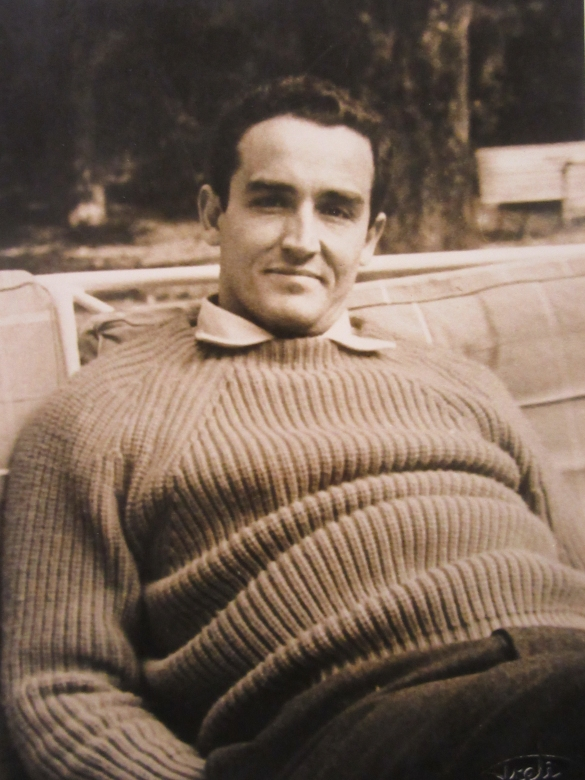
Вітторіо Ґассман, 1960-ті роки

На початку своєї кінокар'єри Жульєт Майнієль одружилася з маловідомим французьким актором Робером Обуано, який був старшим за неї на дев'ять років. Завдяки зйомкам в Італії під час виробництва фільму «Троянська війна» 1961 року, де Жульєт зіграла Креусу Троянську, вона познайомилася з видатним італійським актором Вітторіо Ґассманом. Їх знайомство призвело до розлучення Жульєт і Робера у 1964 році. Упродовж 1964—1968 років Вітторіо та Жульєт мали романтичні стосунки. 1965 року в пари народився син, якого назвали Алессандро, і Майнієль тимчасово зупинила свою акторську кар'єру.
Повернення на екрани відбулося лише 1968 року в італійському телевізійному мінісеріалі «Одіссея» (італ. Odissea), де акторка зіграла давньогрецьку легендарну чаклунку Кірку. Після розриву з Ґассманом Майнієль продовжила зніматися в кіно, але не повернулась у Францію, азалишилась в Італії. Серед інших помітних робіт у кіно того часу слід відзначити кримінальну комедію «На прізвисько Громило» (італ. Piedone lo sbirro) 1973 року зі знаменитим Бадом Спенсером у головній ролі, а також еротичну драму «Сімейні гріхи» (італ. Peccati in famiglia) 1975 року, в якій її партнером був Мікеле Плачидо, і комедію «Сімейний порок» з такими зірками італійської еротичної комедії, як Ренцо Монтаньяні, Едвіж Фенек, Ньєвес Наварро, Оркідея Де Сантіс та ін.
Жульєт Майнієль символічно завершила свою кінокар'єру, зігравши зі своїм сином і колишнім партнером у їхньому спільному фільмі «Від батька до сина» (італ. Di padre in figlio) 1982 року. Відтоді Майнієль жила приватно в Мексиці. За словами її сина Алессандро, які він сказав в одному з інтерв'ю, мама жила «близько двадцяти років у приємному місці в Мексиці, з внутрішнім двориком і садом. Вона грала з друзями в бридж, вона художниця, добре вміла відновлювати руїни, перепродаючи їх на вагу золота. Це стало її пенсією». 21 липня 2023 року, у віці 87 років, акторка померла в мексиканському містечку Сан-Міґель-де-Альєнде, штат Гуанахуато. Про це повідомив її син Алессандро у своїх соцмережах.

## Фільмографія
| Рік       |    | Українська назва                                         | Оригінальна назва                                     | Роль                                                                                            |
| --------- | -- | -------------------------------------------------------- | ----------------------------------------------------- | ----------------------------------------------------------------------------------------------- |
| 1958      | ф  | Перше травня                                             | Premier mai                                           | у титрах не вказана                                                                             |
| 1959      | ф  | Кузени                                                   | Les Cousins                                           | Флоранс (фр. Florence)                                                                          |
| 1959      | ф  | Рибалка з Ісландії                                       | Pêcheur d'Islande                                     | Гауде Мевель (фр. Gaude Mével)                                                                  |
| 1959      | ф  | Ніч полювання                                            | La Nuit des traqués                                   | Жозетт (фр. Josette)                                                                            |
| 1959      | кф | Бонсуа, Жульєт Майнієль                                  | Bonsoir, Juliette Mayniel                             | грає сама себе                                                                                  |
| 1959      | ф  | Очі без обличчя                                          | Les Yeux sans visage                                  | Една Грубер (фр. Edna Grüber)                                                                   |
| 1960      | ф  | Пара                                                     | Un couple                                             | Енн (фр. Anne)                                                                                  |
| 1960      | ф  | Тримайся на плаву                                        | Marche ou crève                                       | Едіт (фр. Edith)                                                                                |
| 1960      | ф  | Ярмарок                                                  | нім. Kirmes                                           | Аннет (нім. Annette)                                                                            |
| 1960      | ф  | Кермо на двох                                            | On roule à deux                                       | невідомо                                                                                        |
| 1961      | ф  | Залицяльники                                             | Les Godelureaux                                       | ніч (фр. La none)                                                                               |
| 1961      | ф  | Троянська війна                                          | La Guerra di Troia                                    | Креуса (італ. Creusa)                                                                           |
| 1962      | ф  | Поки не вгамуєш спрагу                                   | Jusqu'à plus soif                                     | Мей-Енн (фр. Maie-Anne)                                                                         |
| 1962      | кф | Це життя                                                 | Ça c'est la vie                                       | невідомо                                                                                        |
| 1962      | ф  | Ландрю                                                   | Landru                                                | Анна, Марі, Анжель Коломб (фр. Anna, Marie, Angèle Colomb)                                      |
| 1962      | ф  | Офелія                                                   | Ophélia                                               | Люсі (фр. Lucie)                                                                                |
| 1962      | ф  | Через, через жінку                                       | À cause, à cause d'une femme                          | Хлоя (фр. Chloé)                                                                                |
| 1964      | ф  | Небезпечне кохання                                       | італ. Amori pericolosi                                | кульгава дружина, сегмент «Перевал»                                                             |
| 1965—1968 | с  | Присутність минулого                                     | Présence du passé                                     | у титрах не вказана                                                                             |
| 1965      | ф  | Вбивство зроблено в Італії                               | італ. Assassinio made in Italy                        | Лорена Бореллі (італ. Lorena Borelli)                                                           |
| 1967—1968 | с  | Світ Піранделло                                          | італ. Il mondo di Pirandello                          | Епізод «Здані кімнати» (італ. Camere d'affitto). Джульєтта Консальві (італ. Giulietta Consalvi) |
| 1968—1968 | с  | Одіссея                                                  | італ. Odissea                                         | Кірка (італ. Circe)                                                                             |
| 1968      | ф  | Вибачте, займемось коханням?                             | італ. Scusi, facciamo l'amore?                        | Гілберта (італ. Gilberta)                                                                       |
| 1968      | ф  | Дикий кіт                                                | італ. Il gatto selvaggio                              | Джульєтта (італ. Juliette)                                                                      |
| 1969      | ф  | Алібі                                                    | італ. L'alibi                                         | у титрах не вказана                                                                             |
| 1970      | ф  | Така маленька різниця                                    | італ. Quella piccola differenza                       | Антонелла (італ. Antonella)                                                                     |
| 1970      | ф  | Сьогоднішнє кохання                                      | італ. Un amore oggi                                   | Міра / Гелена (італ. Myra / Helena)                                                             |
| 1972      | ф  | Дорога в місячному сяйві                                 | пол. Droga w swietle ksiezyca                         | Катаржина, мачуха Юліана (пол. Katarzyna, macocha Juliana)                                      |
| 1973      | ф  | На прізвисько Громило                                    | італ. Piedone lo sbirro                               | Марія (італ. Maria)                                                                             |
| 1974      | ф  | Жінки на сонці                                           | Femmes au soleil                                      | Емма (фр. Emma)                                                                                 |
| 1975      | ф  | Сімейні гріхи                                            | італ. Peccati in famiglia                             | П'єра, дружина Карло (італ. Piera, moglie di Carlo)                                             |
| 1975      | ф  | Сімейний порок                                           | італ. Il vizio di famiglia                            | Маґда (італ. Magda)                                                                             |
| 1976      | ф  | Звідники                                                 | італ. I prosseneti                                    | Графиня Гільда (італ. La contessa Gilda)                                                        |
| 1976      | ф  | Вчитель гри на скрипці                                   | італ. Il maestro di violino                           | Графиня Маргарита ді Сансеверо (італ. Contessa Margherita di Sansevero)                         |
| 1976      | ф  | Скотолозтво                                              | італ. Bestialità                                      | Іветт (італ. Yvette)                                                                            |
| 1977—1977 | с  | Навчальний рік                                           | італ. Un anno di scuola                               | Мати Джорджіо (італ. Madre di Giorgio)                                                          |
| 1978—1978 | с  | Мадам Боварі                                             | італ. Madame Bovary                                   | маркіза д'Андервільє (італ. Marchesa d'Andervilliers)                                           |
| 1978—1978 | с  | Сьомий рік                                               | італ. Settimo anno                                    | у титрах не вказана                                                                             |
| 1978      | ф  | Тільки чорний                                            | італ. Solamente nero                                  | синьйора Нарді (італ. Signora Nardi)                                                            |
| 1982      | ф  | Від батька до сина                                       | італ. Di padre in figlio                              | грає саму себе                                                                                  |
| 1982—1982 | с  | Десять італійських режисерів, десять італійських історій | італ. Dieci registi italiani, dieci racconti italiani | Тереза (італ. Teresa)                                                                           |
| 1986      | ф  | Моллі О                                                  | італ. Molly O                                         | Софі (італ. Sophie)                                                                             |